# ویلما د آنجلیس
ویلما د آنجلیس (ایتالیایی: Wilma De Angelis؛ آی‌پی‌ای: [ˈvilma de ˈandʒelis]؛ زادهٔ ۸ آوریل ۱۹۳۱) خواننده و مجری اهل ایتالیا است. وی ندانم‌گرا است.
از فیلم‌ها یا مجموعه‌های تلویزیونی که وی در آن‌ها نقش داشته‌است، می‌توان به نامزد اشاره نمود.